# Вилар Пеличе
Вила̀р Пѐличе (на италиански: Villar Pellice; на пиемонтски: Vilar Pèlis, Вилар Пелис, на окситански: lu Vilar, лу Вилар) е село и община в Метрополен град Торино, регион Пиемонт, Северна Италия. Разположено е на 664 m надморска височина. Към 1 януари 2020 г. населението на общината е 1056 души, от които 32 са чужди граждани.